# Ладомиров
Ладомиров (слч. Ladomirov) насељено је мјесто са административним статусом сеоске општине (слч. obec) у округу Сњина, у Прешовском крају, Словачка Република.

## Становништво
| Година:    | 1994. | 2004.   | 2014.    | 2024.    |
| ---------- | ----- | ------- | -------- | -------- |
| Број људи: | 382   | 353     | 290      | 251      |
| Разлика:   |       | -7,59 % | -17,84 % | -13,44 % |

| Година:    | 2023. | 2024.   |
| ---------- | ----- | ------- |
| Број људи: | 256   | 251     |
| Разлика:   |       | -1,95 % |

Према подацима о броју становника из 2024. године насеље је имало 251 становника.